# Лачес
Ла̀чес (на италиански: Laces; на немски: Latsch, Лач) е градче и община в Северна Италия, автономна провинция Южен Тирол, автономен регион Трентино-Южен Тирол. Разположено е на 639 m надморска височина. Населението на общината е 5180 души (към 2010 г.).

## Език
Официални общински езици са и италианският и немският. Най-голямата част от населението говори немски. В общината се говори и други романски език, ладинският.
| %     | Роден език      |
| 1,97  | Италиански език |
| 97,99 | Немски език     |
| 0,04  | Ладински език   |